# Things Heard & Seen
Things Heard & Seen é um filme de terror americano de 2021, escrito e dirigido por Shari Springer Berman e Robert Pulcini, baseado no romance All Things Cease to Appear de Elizabeth Brundage. É estrelado por Amanda Seyfried e James Norton. Foi lançado digitalmente em 29 de abril de 2021, pela Netflix, e recebeu principalmente críticas negativas dos críticos.
Uma série de pinturas de paisagens da Escola do Rio Hudson aparecem com destaque ao longo do filme.

## Premissa
Catherine Clare, que decide acompanhar o marido quando este é nomeado professor substituto numa faculdade do interior. Após se instalar numa casa muito antiga com o marido e a filha, Catherine e a sua filha Franny começam a ter visões de vultos e luzes que piscam. Ao mesmo tempo que ela percebe uma mudança no comportamento do marido, George, Catherine descobre que pessoas morreram naquela casa, e decide fazer uma sessão de invocação espiritual com a ajuda de amigos. Uma dessas pessoas é o professor Floyd DeBeers (F. Murray Abraham), que é especialista na obra do místico Emanuel Swedenborg.

## Enredo
Em 1979, Catherine Clare, uma restauradora de arte mora em Manhattan com seu marido George e sua filha Franny. Quando George consegue um emprego como professor de história da arte em uma faculdade, a família se muda para uma grande casa de fazenda em Chosen, Nova York.
Catherine se sente isolada em casa. Ela encontra uma Bíblia rastreando as mortes dos proprietários anteriores e vê nomes riscados, marcados como “Maldita”. Ela vê luzes estranhas levando-a a um anel antigo, que ela começa a usar. Franny sente uma presença fantasmagórica e insiste em dormir no quarto dos pais. Catherine emprega os irmãos Eddie e Cole Lucks como fazendeiros, enquanto George começa um caso com Willis, uma estudante.
A colega de George, Justine Sokolov, convida a ele e Catherine para jantar. Ela e Catherine tornam-se amigas. No caminho de volta para casa, George age de forma irregular, levando a uma briga entre ele e Catherine. George convida Floyd DeBeers, o chefe do departamento, para sua casa. Floyd também sente a presença de uma alma. Ele garante a Catherine que o espírito é benevolente e se oferece para realizar uma sessão.
George e Catherine dão uma festa e convidam vizinhos e colegas de George. Durante a festa, Catherine descobre que os proprietários anteriores eram os pais de Eddie e Cole, e que seu pai matou sua mãe, Ella e ele mesmo. Mais tarde, Catherine confronta George sobre as origens da casa. Enquanto eles discutem, um rádio começa a tocar, parando apenas quando George o destrói. Catherine pede a George para levar Franny para a casa de seus pais.
Enquanto George está fora, Catherine e Floyd fazem uma sessão. Eles vêem o fantasma de Ella. Floyd diz a Catherine que há outro espírito na casa e que Catherine deve tomar cuidado até que seja revelado. George começa a ouvir vozes do outro espírito. Catherine descobre o caso de George e começa um com Eddie. Catherine descobre que as pinturas que George afirmava serem suas foram feitas por seu primo, que se afogou em um acidente de barco. Em uma viagem escolar, Justine ouve uma conversa entre George e seu orientador de dissertação, que pergunta como ele foi contratado sem uma carta de recomendação. No dia seguinte, Floyd confronta George, que admite isso e agenda uma reunião para explicar a situação.

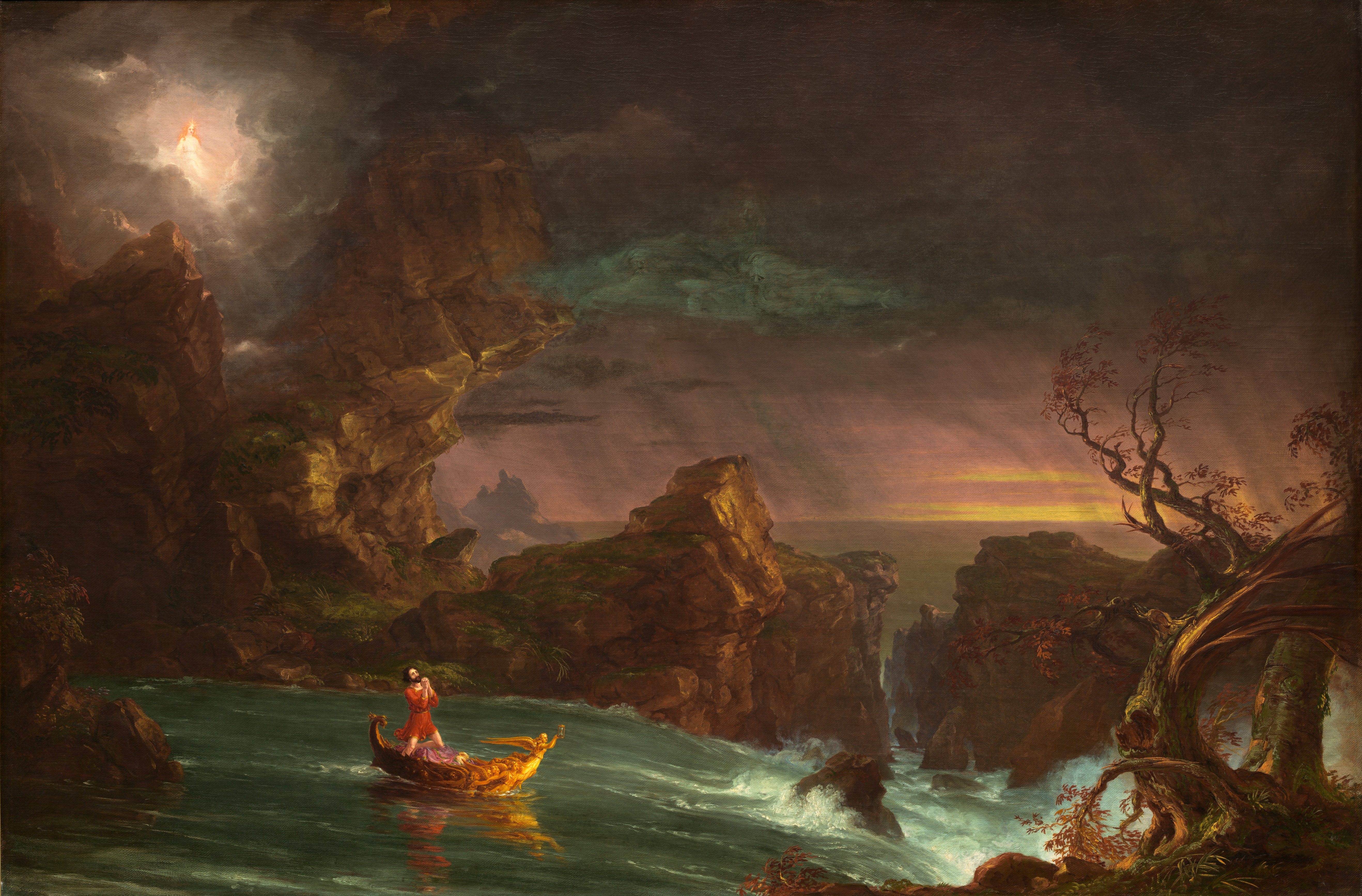
Manhood, de uma série de pinturas do fundador da Escola do Rio Hudson.

Em um passeio de barco, George dissuade, sem sucesso, Floyd de denunciá-lo. George retorna completamente encharcado. Justine o confronta sobre seu caso. Enquanto Justine vai embora, George a segue e a tira da estrada, colocando-a em coma. Mais tarde, Catherine fica sabendo da morte de Floyd e do acidente de Justine. Em sua aula, George nota uma imagem que não montou projetada no slide, o que o irrita. É a capa do livro de Floyd.
Catherine prepara-se para sair com Franny, mas George coloca sedativo na bebida de Catherine. George descobre seu plano e uma luta começa. Catherine fica inconsciente e George a assassina com um machado. George vai trabalhar e instrui Cole a não incomodar Catherine, alegando que ela está doente. George volta para casa, onde finge descobrir o corpo dela. A polícia suspeita de George, mas não tem provas e o solta. Ele leva Franny para a casa de seus pais em Connecticut.
A alma de Catherine une forças com a de Ella. Elas acordam Justine e mostram a ela tudo o que George fez. Justine fala com a polícia. George tenta escapar no barco de seu primo falecido. Uma tempestade chega, se intensifica e um buraco se abre no oceano, engolindo George enquanto ele reproduz uma pintura vista ao longo do filme.

## Elenco
- Amanda Seyfried como Catherine Claire
- James Norton como George Claire
- Natalia Dyer como Willis Howell
- Alex Neustaedter como Eddie Vayle
- Rhea Seehorn como Justine Sokolov
- Michael O'Keefe como Travis Laughton
- Karen Allen como Mare Laughton
- Jack Gore como Cole Vayle
- F. Murray Abraham como Floyd DeBeers
- Emily Dorsch como Ella Vayle

## Produção
Em setembro de 2019, foi anunciado que Amanda Seyfried havia se juntado ao elenco, com Shari Springer Berman e Robert Pulcini dirigindo a partir de um roteiro que escreveram. A Netflix iria distribuir. Em outubro de 2019, James Norton, Natalia Dyer, Rhea Seehorn, Alex Neustaedter e F. Murray Abraham juntaram-se ao elenco, e as filmagens começaram naquele mês em Hudson Valley, Nova York.

## Lançamento
No agregador de resenhas Rotten Tomatoes, o filme tem uma classificação de aprovação de 39% com base em 87 avaliações, com uma classificação média de 5,1/10. O consenso dos críticos do site diz: "Os terrores em Things Heard & Seen são esmagados por uma adaptação banal e sem inspiração que não consegue se conectar ao seu assombroso material de origem." No Metacritic, tem uma pontuação média ponderada de 49 de 100, com base em 24 críticas, indicando "críticas mistas ou médias".

Russ Simmons da KKFI deu ao filme uma crítica mista, afirmando: "Os cineastas criam uma atmosfera misteriosa que carrega o filme mesmo quando ele sai um pouco dos trilhos no final." Albert Nowicki da His Name is Death acreditava que "o filme se torna mais interessante quando conta a história de um relacionamento condenado, colocando o casamento tóxico sob um microscópio". Ele também observou que Things Heard & Seen não era tão cativante quanto um filme de terror, pois era muito semelhante a What Lies Beneath (2000), de Robert Zemeckis. Noel Murray escreveu no Los Angeles Times, "enquanto o elenco é ótimo, o ambiente é vívido, as imagens são polidas e a atmosfera é efetivamente mal-humorada, Things Heard & Seen não consegue se conectar em um nível visceral." Em uma análise levemente positiva de Johnny Oleksinski ao New York Post, ele afirma que "Things Heard & Seen é um filme de casa mal-assombrada interessante, com certeza", e "embora não esteja no mesmo nível de A Quiet Place e do thriller excêntrico da Netflix de Charlie Kaufman, tem uma atmosfera assustadora e uma adrenalina atraentemente lenta." A análise de Jocelyn Noveck para a Associated Press afirma que o filme tem "um elenco bem escalado e muitas vezes até engraçado, mas exagerado e às vezes óbvio."